# 东河街道 (韶关市)
东河街道是中国广东省韶关市浈江区的一个街道，成立于1984年，位于韶关市区东部，辖区面积4.2平方公里，办公地点位于浈江区东河十二横巷12号。

## 地理
位于韶关市浈江河东岸，东以陵南路为界，南起韶南路，西以浈江河为界，北至京广铁路的铁路桥，是韶关市的政治、经济、文化中心。

## 行政区划
辖区内有6个社区居民委员会：浈江路社区居委会、浈江南社区居委会、启明北社区居委会、育红巷社区居委会、执信路社区居委会、陵西路社区居委会。

## 人口
常住居民2万户，总人口4.5万人。